# Pie-grièche à dos marron
Lanius collurioides
Espèce
Statut de conservation UICN

 LC  : Préoccupation mineure
La Pie-grièche à dos marron (Lanius collurioides) est une espèce de passereaux appartenant à la famille des Laniidae.

## Répartition
Cet oiseau vit dans le sud de la Chine et le nord de l'Indochine ; il hiverne dans l'ouest et le sud de la Birmanie et en Thaïlande.

## Habitat
Elle habite les forêts humides subtropicales ou tropicales.

## Sous-espèces
D'après Alan P. Peterson, il en existe 2 sous-espèces :
- Lanius collurioides collurioides Lesson 1831
- Lanius collurioides nigricapillus Delacour 1926 : sud du Vietnam